# Sphecodes manskii
Sphecodes manskii is een vliesvleugelig insect uit de familie Halictidae. De wetenschappelijke naam van de soort is voor het eerst geldig gepubliceerd in 1935 door Rayment. Van de soort zijn slechts twee exemplaren, een vrouwtje en een mannetje, bekend. Beide zijn verzameld in Queensland, Australië.